# Arijit Singh

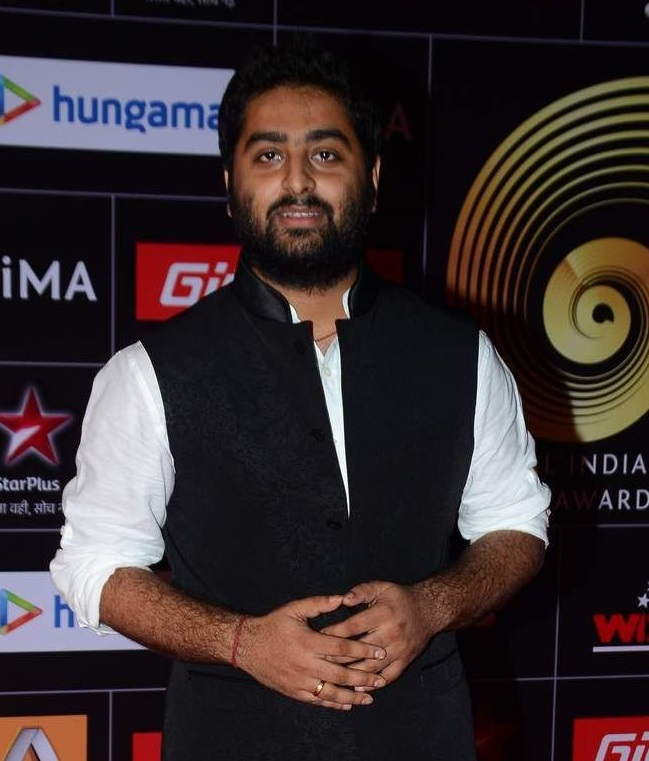
Arijit Singh

Arijit Singh (Hindi अरिजीत सिंह, bengalisch অরিজিৎ সিং; geb. 25. April 1987 in Jiaganj-Azimganj, Westbengalen) ist ein indischer Musiker. Er ist einer der führenden Playbacksänger in Bollywood. Seine Karriere zeichnet sich durch eine Vielzahl von Liedern aus, die sowohl romantische Balladen als auch lebhafte Tanznummern umfassen. Er ist der am meisten bei Spotify gefolgte Interpret (Stand: Oktober 2024).

## Leben
Singh war im Jahr 2005 Teilnehmer an der Reality-Show Fame Gurukul. Er ging nicht als Sieger aus der Show hervor, konnte jedoch zum Durchbruch in Bollywood kommen. Singh führt ein relativ zurückgezogenes Leben in seiner Heimatstadt Murshidabad.

## Wirken
Singh gelang der Durchbruch mit dem Lied Tum Hi Ho aus dem Film Aashiqui 2, das ihm über Nacht Erfolg bescherte und mehrere Auszeichnungen einbrachte. Dieser Erfolg wurde durch weitere Hits wie Channa Mereya und Ae Dil Hai Mushkil gefestigt, die seine Position als wichtiger Sänger in der Branche unterstrichen. Singhs Diskografie zeugt von einer musikalischen Vielseitigkeit. 2025 veröffentlichte er zusammen mit Martin Garrix die Songs Angels For Each Other und Weightless.